# Benacazón
Benacazón è un comune spagnolo di 5 150 abitanti situato nella comunità autonoma dell'Andalusia.